# Фричинська Раїса Іванівна
Раїса Іванівна Фричинська (нар. 21 липня 1924, Кишинів, Молдова — 2 жовтня 2010, Москва, Росія) — редактор кіностудії «Союзмультфільм», Заслужений працівник культури РРФСР (1987). Член Міжнародної асоціації мультиплікаційного кіно (АСІФА).

## Біографія
У 1949 році закінчила кінознавчий факультет ВДІКа.
З 1949 року — молодший науковий співробітник кінофундації Держфільмофонду СРСР.
З 1952 року — редактор літературної редакції Іномовлення Всесоюзного Радіокомітету.
У 1953—1993 працювала редактором кіностудії « Союзмультфільм» (була членом сценарно-редакційної колегії).
Брала участь у створенні понад 200 мультфільмів. Працювала з режисерами Ф.С. Хитрук, Б. П. Степанцевим, В. І. Поповим, А. Ю. Хржановським, В. В. Курчевським, Л. К. Атамановим, Е. А. Гамбургом, І. Н. Гараніною, С. М. Соколовим, Е.В. Назаровим і багатьма іншими. Брала участь в розробці мультжурнала для дошкільнят «Весела карусель».
Була дружиною актора Л. М. Фрічінського.
Похована на Ваганьковському кладовищі (ділянка № 14).

## Фільмографія

### Сценарист
- 1979 — Пер Гюнт

### Озвучування мультфільмів
- 1970 — Карлсон повернувся — фрекен Бок (одна фраза в кінці)

### Редактор
- 1959 — Приключения Буратино (мультфільм)
- 1959 — Похитители красок
- 1959 — История Власа — лентяя и лоботряса
- 1960 — Золотое пёрышко (мультфільм)
- 1960 — Лиса, бобёр и другие
- 1960 — Мурзилка на спутнике
- 1961 — Большие неприятности (мультфільм)
- 1961 — Впервые на арене
- 1961 — Ключ (мультфільм)
- 1961 — Стрекоза и муравей (мультфільм, 1961)
- 1961 — Чиполлино (мультфільм)
- 1962 — Королева зубная щётка
- 1962 — Сказки про чужие краски (мультфільм)
- 1962 — Только не сейчас (мультфільм)
- 1965 — Вовка в Тридевятом царстве
- 1965 — Пастушка и трубочист
- 1965 — Каникулы Бонифация
- 1965 — Лягушка-путешественница (мультфільм, 1965)
- 1966 — Букет (мультфільм)
- 1966 — Жил-был Козявин
- 1966 — Иван Иваныч заболел (мультфільм)
- 1967 — Машинка времени
- 1967 — Сказка о золотом петушке (мультфільм)
- 1967 — Шпионские страсти (мультфільм)
- 1968 — Кот в сапогах (мультфільм, 1968)
- 1968 — Малыш и Карлсон
- 1968 — Матч-реванш
- 1968 — Русалочка (мультфільм, 1968)
- 1969 — Винни-Пух (мультфільм)
- 1969 — Золотой мальчик (мультфільм)
- 1969 — Сказка про колобок (мультфільм)
- 1969 — Фальшивая нота (мультфільм)
- 1970 — Внимание, волки! (мультфільм)
- 1970 — Карлсон вернулся
- 1970 — Кентервильское привидение (мультфільм)
- 1970 — Сказка сказывается
- 1972 — Бабочка (мультфільм)
- 1972 — В гостях у лета
- 1972 — Винни-Пух и день забот
- 1972 — В тридесятом веке (мультфільм)
- 1972 — Выше голову! (мультфільм)
- 1972 — Мастер из Кламси
- 1972 — Утёнок, который не умел играть в футбол
- 1973 — Айболит и Бармалей (мультфільм)
- 1973 — Немухинские музыканты (мультфільм)
- 1973 — Новеллы о космосе (мультфільм)
- 1973 — Щелкунчик (мультфільм, 1973)
- 1974 — Пони бегает по кругу
- 1974 — Похождения Чичикова. Манилов (мультфільм)
- 1974 — Похождения Чичикова. Ноздрёв (мультфільм)
- 1974 — С бору по сосенке (мультфільм)
- 1974 — Федорино горе (мультфільм)
- 1975 — День чудесный (мультфільм)
- 1975 — Конёк-Горбунок (мультфільм)
- 1975 — Радуга (мультфільм)
- 1975 — Садко богатый
- 1976 — Голубой щенок
- 1976 — Дом, который построил Джек (мультфільм)
- 1976 — Муха-Цокотуха (мультфільм, 1976)
- 1976 — О том, как гном покинул дом и…
- 1976 — Переменка № 1
- 1977 — Бобик в гостях у Барбоса (мультфільм)
- 1977 — Василиса Прекрасная (мультфільм)
- 1977 — Журавлиные перья (мультфільм)
- 1977 — Как Маша поссорилась с подушкой
- 1977 — Котёнок по имени Гав (випуск 2)
- 1977 — Тайна запечного сверчка
- 1978 — Чудеса в решете (мультфільм)
- 1978 — Дед Мороз и серый волк (мультфільм, 1978)
- 1978 — Как утёнок-музыкант стал футболистом
- 1978 — Маша більше не ледащо
- 1978 — Талант и поклонники
- 1978 — Трое из Простоквашино
- 1979 — Котёнок по имени Гав (випуск 3)
- 1979 — Маша и волшебное варенье
- 1979 — Переменка № 2
- 1979 — Почему ослик заупрямился (мультфільм)
- 1980 — И с вами снова я… (мультфільм)
- 1980 — Каникулы в Простоквашино
- 1980 — Котёнок по имени Гав (випуск 4)
- 1980 — Солдат и сад (мультфільм)
- 1981 — Балаган (мультфільм)
- 1981 — Бездомные домовые
- 1981 — До свидания, овраг (мультфільм)
- 1981 — Пёс в сапогах
- 1981 — Приключения Васи Куролесова (мультфільм)
- 1981 — Приходи на каток
- 1981 — Сказка о глупом мышонке (мультфільм)
- 1982 — Бедокуры
- 1982 — Жил-был пёс
- 1982 — Котёнок по имени Гав (випуск 5)
- 1982 — Парадоксы в стиле рок
- 1983 — Обезьянки. Гирлянда из малышей
- 1983 — Лев и бык
- 1983 — О, море, море!..
- 1983 — От двух до пяти (мультфільм)
- 1983 — Путешествие муравья
- 1983 — Солдатский кафтан (мультфільм)
- 1983 — Увеличительное стекло (мультфільм)
- 1984 — Заячий хвостик
- 1984 — Зима в Простоквашино
- 1984 — Контакты… конфликты…
- 1984 — Обезьянки. Осторожно, обезьянки!
- 1984 — Переменка № 3. Наш дом
- 1984 — Сказка о царе Салтане (мультфільм, 1984)
- 1985 — Контакты и конфликты (випуск 2)
- 1985 — Королевский бутерброд (мультфільм)
- 1985 — Мы с Шерлоком Холмсом
- 1985 — Огуречная лошадка
- 1985 — Переменка № 4
- 1985 — Про Сидорова Вову
- 1986 — Академик Иванов
- 1986 — Контакты и конфликты (випуск 3)
- 1986 — Переменка №5
- 1986 — Петух и боярин
- 1987 — Обезьянки и грабители
- 1987 — Богатырская каша
- 1987 — Как обезьянки обедали
- 1987 — Контакты и конфликты (випуск 4)
- 1987 — Мартынко
- 1987 — Освобождённый Дон Кихот (мультфільм)
- 1987 — Школа изящных искусств. Пейзаж с можжевельником
- 1987 — Переменка №6
- 1988 — Витамин роста
- 1988 — Влюбчивая ворона (мультфільм)
- 1988 — Доверчивый дракон
- 1988 — Кошка которая гуляла сама по себе (мультфільм)
- 1988 — Летели два верблюда (мультфільм)
- 1988 — Медвежуть
- 1989 — Античная лирика (мультфільм)
- 1989 — Всех поймал (мультфільм)
- 1989 — ФРУ-89. Жертва
- 1989 — Путешествие (мультфільм)
- 1989 — Стереотипы (мультфільм)
- 1990 — Школа изящных искусств. Возвращение
- 1990 — Невиданная, неслыханная (мультфільм)
- 1990 — От того, что в кузнице не было гвоздя (мультфільм)
- 1990 — Случай (мультфільм)
- 1995 — Лев с седой бородой
- «Елька» (2006) (в титрах не вказа)